# Algebra über einem kommutativen Ring
Als Algebra über einem kommutativen Ring oder {\displaystyle R}-Algebra (wobei {\displaystyle R} ein kommutativer Ring ist) bezeichnet man eine algebraische Struktur, die aus einem Modul über einem kommutativen Ring und einer zusätzlichen, mit der Modulstruktur verträglichen (Algebra-)Multiplikation besteht. Insbesondere ist eine Algebra über einem kommutativen Ring eine Verallgemeinerung der Algebra über einem Körper.

## Allgemeine Definition
Sei {\displaystyle R} ein kommutativer Ring, {\displaystyle A} ein {\displaystyle R}-Modul und
{\displaystyle \,\cdot \,\colon A\times A\to A}
eine zweistellige Verknüpfung auf {\displaystyle A}, genannt „Multiplikation“.
Das Paar {\displaystyle (A,\cdot )} heißt „{\displaystyle R}-Algebra“, wenn die Multiplikation {\displaystyle \cdot } bilinear ist, d. h. für alle Algebraelemente {\displaystyle x,y,z\in A} und jedes Ringelement {\displaystyle \lambda \in R} gilt:
- {\displaystyle (x+y)\cdot z=x\cdot z+y\cdot z,}
- {\displaystyle x\cdot (y+z)=x\cdot y+x\cdot z,}
- {\displaystyle \lambda (x\cdot y)=(\lambda x)\cdot y=x\cdot (\lambda y).}

Hier ist zunächst weder Assoziativität noch Kommutativität noch die Existenz eines neutralen Elementes der Algebra-Multiplikation vorausgesetzt. Wird Assoziativität hinzugefügt, handelt es sich um eine assoziative Algebra.

### Algebrenhomomorphismus
Ein {\displaystyle R}-Algebrenhomomorphismus {\displaystyle \varphi } von {\displaystyle (A,\cdot )} nach {\displaystyle (B,\cdot )} ist ein R-Modulhomomorphismus von {\displaystyle A} nach {\displaystyle B}, für den zusätzlich gilt, dass {\displaystyle \varphi (a\cdot b)=\varphi (a)\cdot \varphi (b)} für alle {\displaystyle a,b\in A} ist.

## Spezielle Definition
Sei {\displaystyle R} ein kommutativer Ring. Unter einer {\displaystyle R}-Algebra versteht man einen Ring {\displaystyle A} zusammen mit einem Ringhomomorphismus  {\displaystyle \varphi :R\to A} derart, dass alle Elemente von {\displaystyle \varphi (R)} mit den Elementen aus {\displaystyle A} vertauschbar sind: {\displaystyle \forall r\in R,a\in A:\varphi (r)a=a\varphi (r)}
Eine Algebra {\displaystyle (A,\varphi )} bezeichnet man in der Regel einfach mit {\displaystyle A}. Man unterdrückt also den sogenannten Strukturhomomorphismus {\displaystyle \varphi } in der Notation. Hierbei wird dann {\displaystyle r\cdot a} statt {\displaystyle \varphi (r)a} geschrieben, sodass der Strukturhomomorphismus durch {\displaystyle \varphi :R\to A}, {\displaystyle r\mapsto r\cdot 1_{A}} gegeben ist. Sofern dieser jedoch nicht injektiv ist, ist es nicht möglich, die Elemente {\displaystyle r\in R} mit ihren Bildern {\displaystyle r\cdot 1_{A}\in A} zu „identifizieren“.

### Eigenschaften
- Jede so definierte {\displaystyle R}-Algebra kann als {\displaystyle R}-Algebra gemäß der allgemeinen Definition aufgefasst werden, indem man die Skalarmultiplikation als {\displaystyle \lambda a:=\alpha (\lambda )\cdot a} setzt. Dagegen lässt sich nicht jede {\displaystyle R}-Algebra gemäß der allgemeinen Definition auf eine gemäß der speziellen zurückführen.
- Ferner kann jede so definierte {\displaystyle R}-Algebra auch als {\displaystyle R}-Bimodul aufgefasst werden vermöge {\displaystyle r\cdot a\cdot r':=\alpha (r)\cdot a\cdot \alpha (r')}.

### Weitere Definitionen
- Eine {\displaystyle R}-Algebra heißt endlich, wenn sie aufgefasst als {\displaystyle R}-Modul endlich erzeugt ist. Es sei darauf hingewiesen, dass dies – im Gegensatz zur Verwendung des Wortes „endlich“ für Mengen oder auch für Gruppen oder Körper – nicht bedeutet, dass die zugrundeliegende Menge endlich ist.
- Eine {\displaystyle R}-Algebra {\displaystyle A} heißt endlich erzeugt, wenn es für ein {\displaystyle n\geq 0} einen surjektiven Algebrenhomomorphismus {\displaystyle R[X_{1},\ldots ,X_{n}]\longrightarrow A} gibt.

### Algebrenhomomorphismus
Zu dieser speziellen Definition einer R-Algebra definiert man einen {\displaystyle R}-Algebrenhomomorphismus {\displaystyle \varphi } von {\displaystyle (A,\alpha )} nach {\displaystyle (B,\beta )} als einen Ringhomomorphismus von {\displaystyle A} nach {\displaystyle B}, für den zusätzlich gilt, dass {\displaystyle \varphi \circ \alpha =\beta } ist.

## Beispiele
- Jeder Ring ist eine {\displaystyle \mathbb {Z} }-Algebra, also eine Algebra über dem kommutativen Ring {\displaystyle \mathbb {Z} } der ganzen Zahlen.
- Jeder kommutative Ring ist eine Algebra über sich selbst.
- Für einen kommutativen Ring {\displaystyle R}, der nicht der Nullring ist, ist der Polynomring {\displaystyle R[X]} eine endlich erzeugte, aber keine endliche {\displaystyle R}-Algebra.